# K-Bar Ranch
K-Bar Ranch es un lugar designado por el censo ubicado en el condado de Jim Wells en el estado estadounidense de Texas. En el Censo de 2010 tenía una población de 358 habitantes y una densidad poblacional de 41,04 personas por km².

## Geografía
K-Bar Ranch se encuentra ubicado en las coordenadas 27°59′34″N 97°55′36″O / 27.99278, -97.92667. Según la Oficina del Censo de los Estados Unidos, K-Bar Ranch tiene una superficie total de 8.72 km², de la cual 8.72 km² corresponden a tierra firme y (0%) 0 km² es agua.

## Demografía
Según el censo de 2010, había 358 personas residiendo en K-Bar Ranch. La densidad de población era de 41,04 hab./km². De los 358 habitantes, K-Bar Ranch estaba compuesto por el 77.93% blancos, el 0% eran afroamericanos, el 0.56% eran amerindios, el 0.84% eran asiáticos, el 0% eran isleños del Pacífico, el 16.2% eran de otras razas y el 4.47% pertenecían a dos o más razas. Del total de la población el 71.51% eran hispanos o latinos de cualquier raza.